# 谢丽尔 (歌手)
谢丽尔·安·特威迪（英語：Cheryl Ann Tweedy；1983年6月30日—）是一位英國歌手、作曲家、演員、舞蹈家與模特兒。雪莉兒於2002年參加ITV的Popstars: The Rivals歌唱選秀節目，並獲選成為女子團體“嗆女生合唱團”的一員。該團體自成軍以來，已創下無數的紀錄以及獎項，包括連續20首單曲打入英國單曲排行榜前十名（囊括四首冠軍單曲），以及六張白金認證專輯（其中兩張冠軍專輯），以及自2005年至2010年共五度提名全英音樂獎。2009年，嗆女生合唱團以歌曲“The Promise”獲得該年度的最佳專輯獎。2013年年初結束巡演後，嗆女生合唱團正式宣布解散。
雪莉兒開始她的個人職業生涯，是從2009年發行的個人專輯“3 Words”開始，由宝丽多唱片發行。“3 Words”在發行了三首單曲後獲得了空前的成功，也影響其後期的作品。“为爱而战”首周發行即空降英國金榜冠軍，成為英國該年度最暢銷的單曲。歌曲“3 Words”以及“降落傘”也打入前五名。2010年，雪莉兒順勢推出第二張錄音室專輯：“微雨”，其共發行了兩張單曲，首單“Promise This”首周空降英國金榜冠軍。2012年6月18日，雪莉兒推出她的第三張個人專輯“光芒萬丈”，其首單“呼喚我名”成為第三首雪梨兒的冠軍單曲第四張錄音室專輯“Only Human”之首單“瘋傻愛”亦空降英國金榜冠軍，成為擁有最多冠軍單曲的英國女歌手，與潔芮·哈利維爾和瑞塔·奥拉齊名。在她的職業生涯中，曾三度以個人名義提名全英音樂獎。
雪莉兒是公認最具代表性的時尚指標，其參與過各家時尚雜誌的封面拍攝，被部分傳媒形容為“fashionista”（時尚達人），包括：英國版《Vogue》、《Elle》以及《时尚芭莎》，並擔任萊雅英國區的形象代言人。雪莉兒在2006年與英格蘭超級聯賽足球員艾殊利·高爾結婚，但由於艾殊利一再外遇，2010年9月兩人宣布離婚。雪莉兒在2008年時，擔任英國版X音素的評審，在任期的三屆內，即提拔了兩位冠軍的參賽者。
2011年，雪莉兒離開了英國版，去擔任了美國版的評審。但是，卻以在美國知名度不足而遭到踢出。2014年3月，雪莉兒正式發表將回歸英國版X音素第11季。2012年，網站估計雪莉兒身價高達4500萬英鎊。

## 生平

### 早年生活
雪莉兒出生於泰恩河畔纽卡斯尔，她是其母親Joan Callaghan五名小孩中的老四，雪莉兒的父母在她11歲時分開。
1990年，她首次在電視機前亮相，與弟弟Garry共同拍攝英國天然氣的廣告。雪莉兒從小時候即非常喜歡跳舞，她自4歲就開始學序列舞，並在9歲時加入英國皇家芭雷舞蹈團的培育學校。
她自幼即參加許多小型的選美比賽，獲得了相當多的獎項，高度亮相也讓她獲得了另一支電視廣告，並與她弟弟一同參與。

### 感情生活
謝麗爾於2004年9月開始與英格蘭足球員當時效力阿仙奴球會艾殊利·高爾約會。她們於翌年7月15日在倫敦西北部的巴尼特舉行婚禮。據報道，她們將婚禮照片的版權售予《OK!》雜誌，作價100萬英鎊。2010年2月23日，謝麗爾宣佈與高爾分居。同年5月26日，她向倫敦高等法院提出離婚，理由是丈夫的「不合理行為」。離婚文件指出，科爾承認對謝麗爾不忠。
2014年7月7日，謝麗爾與法國餐廳老闆Jean-Bernard Fernandez-Versini交往三個月後快速閃婚。這段關係只維持了短短兩年。及後，她在《X Factor》結識了參賽者之一的連恩·佩恩。2017年3月22日，她為佩恩誕下一名兒子。謝麗爾與佩恩的關係在2018年7月告終。

## 事業

### 2002–09：嗆女生合唱團時期

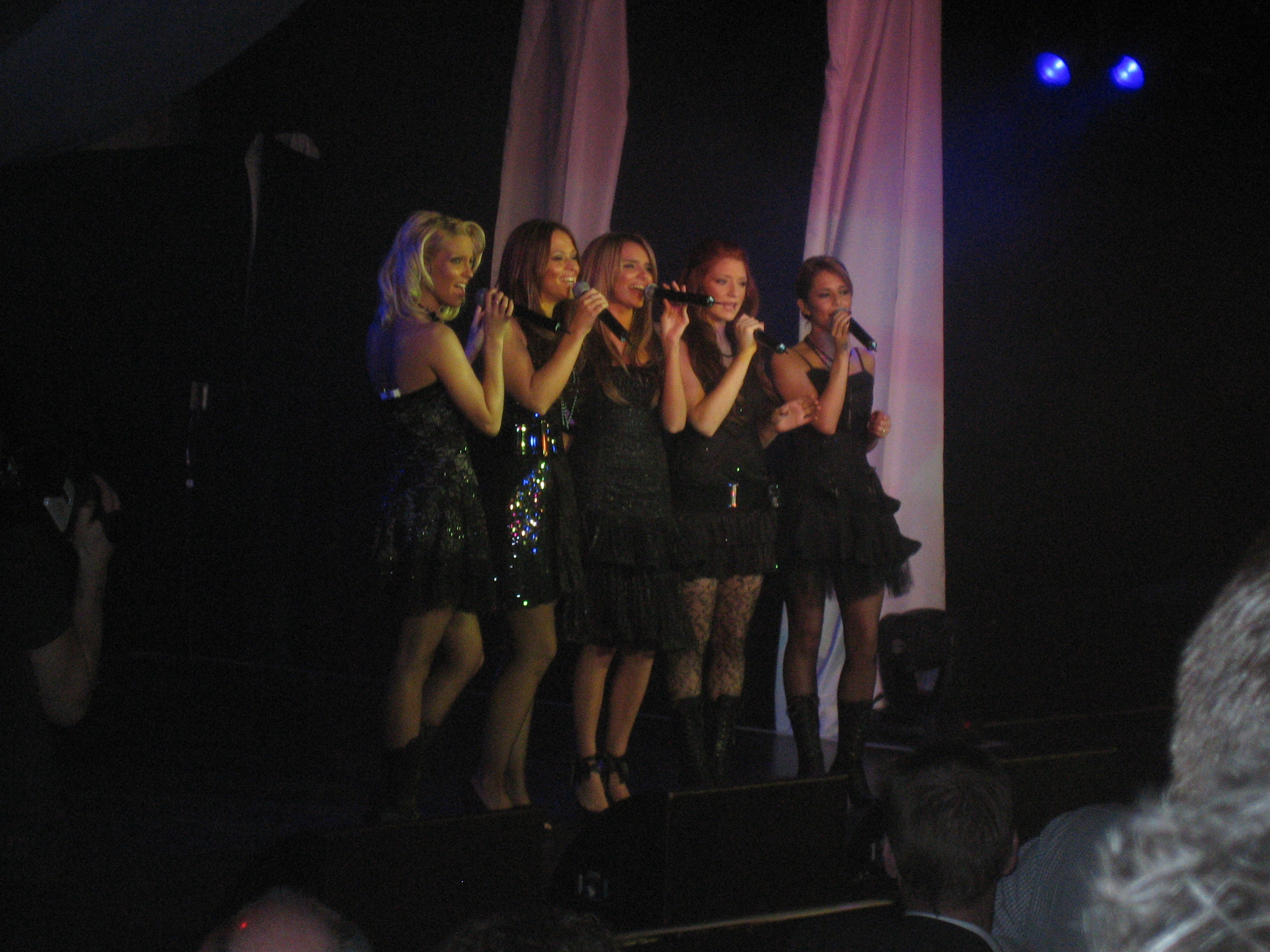
嗆女生合唱團在Capital Radio的倫敦孩童募款活動（2005）

雪莉兒在2002年時以一曲“Have You Ever”參加Popstars: Th Rivals參加實鏡歌唱選秀節目。於數千名來自英國各個地方的選手中脫穎而出，由評審Pete Waterman、路易·華許和潔芮·哈利維爾選出10名女孩以及10名男孩，參加後期的比賽。最後的參選名單，在每星期六的晚上以直播的方式，選出每周淘汰及入選的選手，並加入少量的電話投票，直到選出男女分組中的各前5名。最後，雪莉兒和南汀·科伊爾、莎拉·哈汀、妮可拉·羅伯茲、金柏莉·華許組成新女子團體嗆女生合唱團並於2002年11月30日正式出道。
嗆女生合唱團的出道單曲“地下之音”在英國金榜獲得了第一名，成為2002年的聖誕冠軍單曲。嗆女生合唱團成為歷史上最快從出道即獲得冠軍單曲的紀錄。隨後，她們在2003年5月發行了第一張錄音室專輯“有聲有色”，其空降排行榜亞軍並獲得英国唱片业协会的白金認證。之後的幾年，她們後期的作品“I'll Stand by You 我一直在你身邊”、“Walk This Way 走著瞧”，以及“The Promise 愛情宣言”皆獲得了排行榜冠軍，另外也有兩張冠軍專輯：“嗆女生精選”以及2008年推出的“失控”，並賣出超過了100萬份。她們也被全英音樂獎五度提名，並於2009年以一曲“The Promise 誓約”，擊敗黛菲、酷玩樂團、利昂娜、愛黛兒，拿下年度最佳單曲獎。
該團體的音樂風格是Pop 流行，但隨著團體的發展，衍伸出Electropop和Dance-pop。嗆女生合唱團的最佳合作夥伴是Brian Higgins以及他的創作團隊Xenomania。由於他們在流行音樂上的創新，以致他們在市場皆獲得了高度的讚賞。嗆女生合唱團是少數英國電視選秀中，能在市場上獲得高度評價，並相當受歡迎的團體。在2010年的評鑑中，她們被預估創下3000千萬英鎊的商機。而在2007年健力士世界紀錄中被評為“最成功的電視實境團體”；2008年評為“最多次連續入圍最佳英國女子團體前十名”；2011年選為“最成功的選秀節目出道的團體”。她們甚至被譽為英國21世紀最賣暢銷的女子團體，包括430萬張單曲銷售、400萬專輯銷售，且僅計算英國境內的銷售量。

## 影響
因雪莉兒在英國樂壇以出道十年以上，其在團體時期、及評審時期皆具有相當大的影響力。受其影響及在雪莉兒擔任評審時的英國X音素知名參賽者：
- 愛黛兒
- 亞歷珊卓（該屆冠軍；導生）
- 奧利·莫爾斯
- 1世代
- 雪兒·洛薇（導生）
- 喬·麥克德里（該屆冠軍；導生）

## 作品
- 3 Words（英语：3 Words）
- 微雨（英语：Messy Little Raindrops）
- 光芒萬丈
- Only Human（英语：Only Human (Cheryl album)）

## 演唱會

### 個人巡演
- A Million Lights Tour（英语：A Million Lights Tour）(2012)

### 個人參與的演唱會
- The Black Eyed Peas' The E.N.D. World Tour（英语：The E.N.D. World Tour）(Europe, 2010)

## 獎項與提名
| 年   | 獎項名稱                         | 獎項                     | 結果 |
| ---- | -------------------------------- | ------------------------ | ---- |
| 2007 | 英國尼克兒童選擇獎               | 最佳女歌手               | 提名 |
| 2007 | 維珍傳媒大獎                     | 最性感女藝人             | 獲獎 |
| 2008 | 維珍傳媒大獎                     | 最熱門女藝人             | 提名 |
| 2008 | 熱雜誌獎                         | 最性感女藝人             | 獲獎 |
| 2008 | 熱雜誌獎                         | 最佳真人電視選秀節目評審 | 獲獎 |
| 2009 | 魅力女性年度大獎                 | 電視名人                 | 獲獎 |
| 2009 | FHM世界100位最性感女性           | ＃1世界最性感的女人      | 獲獎 |
| 2009 | 風格網路獎                       | 最佳穿著                 | 獲獎 |
| 2009 | 風格網路獎                       | 風格偶像                 | 獲獎 |
| 2009 | BBC Switch現場獎                 | Switch's Prom Queen      | 獲獎 |
| 2009 | 維珍傳媒大獎                     | 最熱門女藝人             | 獲獎 |
| 2009 | 維珍傳媒大獎                     | 年度傳奇人物             | 提名 |
| 2009 | Glamour Woman of the Year Awards | Best Dressed             | 獲獎 |
| 2010 | 2010全英音樂獎                   | 最佳英國單曲 (為愛而戰)  | 提名 |
| 2010 | 魅力女性年度大獎                 | 最佳穿著                 | 獲獎 |
| 2010 | 魅力女性年度大獎                 | 年度女性                 | 獲獎 |
| 2010 | FHM 世界100位最性感女性          | ＃1世界最性感的女人      | 獲獎 |
| 2010 | BT數位音樂獎                     | 最佳女歌手               | 獲獎 |
| 2010 | BT數位音樂獎                     | 最佳單曲 (為愛而戰)      | 獲獎 |
| 2010 | BT數位音樂獎                     | 最佳錄影 (為愛而戰)      | 提名 |
| 2011 | 2011 全英音樂獎                  | 最佳英國單曲 (降落傘)    | 提名 |
| 2011 | 2011 全英音樂獎                  | 最佳英國女歌手           | 提名 |
| 2011 | Elle風尚獎                       | 年度音樂家               | 獲獎 |
| 2011 | TRL獎（義大利）                  | 最佳新人獎               | 提名 |
| 2011 | 柯夢波丹 獎                      | 最佳女性穿著             | 獲獎 |
| 2011 | BT數位音樂獎                     | 最佳女歌手               | 提名 |
| 2012 | 維珍傳媒 電視獎                  | 最佳評審                 | 獲獎 |
| 2012 | BBC電台1 青少年獎                | 最佳英國單曲             | 提名 |
| 2012 | BBC電台1 青少年獎                | 最佳英國專輯             | 提名 |
| 2012 | BBC電台1 青少年獎                | 最佳英國音樂獎           | 提名 |
| 2012 | BBC電台1 青少年獎                | 女性魅力                 | 提名 |
| 2013 | 英國尼克兒童選擇獎               | 最喜愛英國女歌手         | 待定 |

## 外部連結
- Cheryl Cole official site （页面存档备份，存于）
- Girls Aloud official site （页面存档备份，存于）
- 谢丽尔在互联网电影资料库（IMDb）上的資料（英文）
- 谢丽尔的X（前Twitter）
- 谢丽尔的Facebook專頁
- 谢丽尔的Instagram帳戶